# مورچیانو دی لئوکا
مورچیانو دی لئوکا (به ایتالیایی: Morciano di Leuca) یک کومونه در ایتالیا است که در استان لچه واقع شده‌است. مورچیانو دی لئوکا ۱۳ کیلومترمربع مساحت و ۳٬۴۶۰ نفر جمعیت دارد و ۱۳۰ متر بالاتر از سطح دریا واقع شده.